# Chimariko (volk)

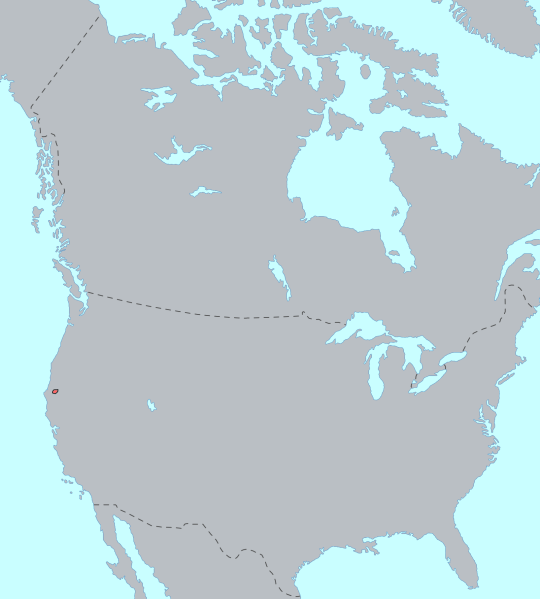
Oorspronkelijk gebied van de Chimariko

De Chimariko waren een indiaans volk van jager-verzamelaars uit het huidige Californië. Ze leefden in een 30 kilometer lang stuk canyon langs de Trinityrivier in Noord-Californië en spraken Chimariko, een in de jaren 1930 uitgestorven taal die tot de hypothetische familie van de Hokantalen wordt gerekend. De naam Chimariko is afgeleid van hun endoniem, Djimaliko, afgeleid van het Chimarikowoord voor mens, djimar.
De Chimariko woonden in enkele dorpen nabij de Trinityrivier, die allen een zelfstandige politieke eenheid vormden. Ze leefden van waarschijnlijk grotendeels van zalm en paling, en van plantaardig voedsel dat in het wild verzameld werd. Van de Chimariko wordt gezegd dat ze geen kano's hadden. 
In 1820 bereikten blanke pelsjagers het gebied van de Chimariko, gevolgd door mijnwerkers en kolonisten in vanaf de late jaren 1840, ten tijde van de Californische goldrush. Deze nieuwkomers kwamen in conflict met de Chimariko en in 1871 werd het volk bijna uitgeroeid door mijnwerkers. De overlevenden sloten zich aan bij de Hupa en de Shasta.
Alfred L. Kroeber schatte dat er in 1849 ongeveer 250 Chimariko waren. Andere schattingen gaan uit van 250 Chimariko in de achttiende en vroege negentiende eeuw, 200 in 1852, 20 in 1880, en geen in 1900. Weer een andere bron stelt dat er in 1903 nog 9 in leven waren, waaronder individuen met gemengd bloed.